# Зазірківська сільська рада
Зазі́рківська сільська́ ра́да — колишній орган місцевого самоврядування у Кролевецькому районі Сумської області. Адміністративний центр — село Зазірки.

## Загальні відомості
- Населення ради: 736 осіб (станом на 2001 рік)

## Населені пункти
Сільській раді були підпорядковані населені пункти:
- с. Зазірки
- с. Калашинівка
- с. Новоселиця

## Склад ради
Рада складалася з 14 депутатів та голови.
- Голова ради: Лавринець Галина Іванівна
- Секретар ради: Меншун Валентина Василівна

### Керівний склад попередніх скликань
| Прізвище, ім'я, по батькові      | Основні відомості                                                 | Дата обрання | Дата звільнення |
| -------------------------------- | ----------------------------------------------------------------- | ------------ | --------------- |
| Гапоненко Валентин Олександрович | Сільський голова, 1973 року народження                            | 26.03.2006   | 31.10.2010      |
| Лавринець Галина Іванівна        | Сільський голова, 1973 року народження, освіта вища, позапартійна | 31.10.2010   |                 |

Примітка: таблиця складена за даними сайту Верховної Ради України